# Doryopteris intermedia
Doryopteris intermedia là một loài dương xỉ trong họ Pteridaceae. Loài này được Sehnem mô tả khoa học đầu tiên năm 1961.
Danh pháp khoa học của loài này chưa được làm sáng tỏ. 